# دياني راي
دياني راي (بالإنجليزية: Diane Ray)‏ هي مغنية أمريكية، ولدت في 1 سبتمبر 1942.